# ديفيد جونز (لاعب كرة قدم مواليد 1952)
ديفيد جونز (بالإنجليزية: David Jones)‏ هو مدرب كرة قدم ولاعب كرة قدم بريطاني في مركز الدفاع، ولد في 11 فبراير 1952 في ويلز في المملكة المتحدة. لعب مع نادي بورنموث.